# Used to Be Young
"Used to Be Young" é uma canção da cantora norte-americana Miley Cyrus. Foi lançada em 25 de agosto de 2023, através da Columbia Records, após a transmissão do documentário especial da ABC, Endless Summer Vacation: Continued (Backyard Sessions), e foi incluída no relançamento digital do oitavo álbum de estúdio de Cyrus, Endless Summer Vacation (2023). A canção foi escrita por Cyrus, Gregory Aldae Hein e Michael Pollack, com a cantora, Pollack e Shawn Everett sendo responsáveis pela produção.
"Used to Be Young" estreou na oitava posição da Billboard Hot 100, tornando-se a 12ª canção de Cyrus a alcançar o top dez da tabela, e a segunda de Endless Summer Vacation, após "Flowers".

## Antecedentes
Essas letras foram escritas há quase 2 anos, no início de [Endless Summer Vacation]. Foi numa época em que me senti incompreendida. Eu [pintei] uma imagem sonora da minha perspectiva para compartilhar com vocês. Chegou a hora de lançar uma música que eu poderia aperfeiçoar para sempre. Embora meu trabalho esteja concluído, essa música continuará a se escrever todos os dias. O fato de permanecer inacabada faz parte de sua beleza. Essa é a minha vida neste momento... inacabada, mas completa.

— Cyrus sobre a composição da canção, Billboard.
Cyrus indicou a existência da canção e seu futuro lançamento na sua entrevista de junho de 2023 para a British Vogue. Em 15 de agosto de 2023, Cyrus publicou, em suas redes sociais, um vídeo de uma rua coberta por pôsteres da cantora, que contavam com as letras de canções de suas eras anteriores acompanhadas da frase "I say I used to be young" (trad: Eu costumava ser jovem). Naquele dia, esses pôsteres foram vistos em várias cidades ao redor do mundo, incluindo Bruxelas, Los Angeles, Nova York, Paris e São Paulo. As palavras "Used to be young" também apareceu em todas as miniaturas de seus videoclipes no YouTube.
Cyrus anunciou o single junto ao documentário especial da ABC, Endless Summer Vacation: Continued (Backyard Sessions), através de um trailer em suas redes sociais em 17 de agosto, revelando a arte de capa e data de lançamento. Um edição limitada da canção, em vinil, foi disponibilizada para pré-venda, acompanhada do pre-save nas plataformas de streaming. Em uma declaração anexa, Cyrus disse que "Used to Be Young" é dedicada a seus "fãs leais" por "amar cada versão [dela]". Ela revelou que decidiu lançar a canção em 25 de agosto de 2023 por marcar o aniversário dez anos de sua polêmica apresentação no MTV Video Music Awards de 2013 e do lançamento do single "Wrecking Ball" (2023) e seu respectivo videoclipe. A cantora postou a letra completa da canção no dia 22 de agosto em suas redes sociais. Cyrus revelou que foi escrita em 2021, durante os estágios iniciais de desenvolvimento de seu oitavo álbum de estúdio, Endless Summer Vacation (2023); ela "[pintou] uma imagem sonora de [sua] perspectiva para compartilhar com [seus fãs]".

## Desempenho comercial
"Used to Be Young" tornou-se a 12ª canção de Cyrus a atingir o top dez da Billboard Hot 100, estreando na oitava posição com 25.9 milhões de audiência nas rádios, 17.8 milhões de streams e 19.000 downloads. A canção estreou no número dois na tabela Digital Song Sales, número nove na Streaming Songs e número 19 na Radio Songs. Também configurou-se como a segunda música de Cyrus a aparecer no top dez da Hot 100 em 2023, após "Flowers".

## Tabelas musicais
| Tabela musical (2023)                           | Melhor posição |
| ----------------------------------------------- | -------------- |
| Alemanha (Official German Charts)               | 53             |
| Austrália (ARIA)                                | 13             |
| Áustria (Ö3 Austria Top 40)                     | 29             |
| Bélgica (Ultratop 50 Flanders)                  | 6              |
| Canadá (Canadian Hot 100)                       | 8              |
| Canadá - CHR/Top 40 (Billboard)                 | 22             |
| Canadá - Hot AC (Billboard)                     | 24             |
| Chéquia (ČNS IFPI)                              | 31             |
| Croácia (HRT)                                   | 53             |
| Dinamarca (Tracklisten)                         | 25             |
| Eslováquia (ČNS IFP)                            | 32             |
| Espanha (PROMUSICAE)                            | 81             |
| Estados Unidos (Billboard Hot 100)              | 8              |
| Estados Unidos - Adult Contemporary (Billboard) | 16             |
| Estados Unidos - Adult Top 40 (Billboard)       | 11             |
| Estados Unidos - Mainstream Top 40 (Billboard)  | 16             |
| França (SNEP)                                   | 101            |
| Global 200 (Billboard)                          | 6              |
| Irlanda (IRMA)                                  | 7              |
| Itália (FIMI)                                   | 72             |
| Letônia (EHR)                                   | 33             |
| Lituânia (AGATA)                                | 33             |
| Noruega (VG-lista)                              | 12             |
| Nova Zelândia (Recorded Music NZ)               | 12             |
| Países Baixos (Dutch Top 100)                   | 26             |
| Países Baixos (Single Top 100)                  | 66             |
| Polónia (Streaming Top 100)                     | 77             |
| Singapura (RIAS)                                | 29             |
| Suécia (Sverigetopplistan)                      | 23             |
| Suíça (Schweizer Hitparade)                     | 23             |
| Reino Unido - UK Singles (OCC)                  | 12             |